# Nipponochrysa moriutii
Nipponochrysa moriutii är en insektsart som beskrevs av Tsukaguchi 1995. Nipponochrysa moriutii ingår i släktet Nipponochrysa och familjen guldögonsländor. Inga underarter finns listade i Catalogue of Life.